# سم آکوا
سم آکوا (انگلیسی: Sam Acquah؛ ۱۰ ژوئیه ۱۹۴۳ – c. 2014) ورزشکار فوتبال اهل غنا بود.